# 335

335(삼백삼십오)는 334보다 크고 336보다 작은 자연수다.

## 수학
- 합성수로, 그 약수는 1, 5, 67, 335다. 진약수의 합은 73이므로, 335는 부족수다.
  - 108번째 반소수다. 앞의 반소수는 334, 다음 반소수는 339다.
- {\displaystyle 66^{2}-1}은 335로 나누어떨어진다.

## 과학
- NGC 335(영어판): 고래자리 방향에 있는 나선은하.

## 교통

### 철도
- 수도권 전철 3호선 옥수역의 역번호.
- 대구 도시철도 3호선 수성구민운동장역의 역번호.

### 도로
- 국도 제335호선
  - 일본 335번 국도(일본어판): 홋카이도 메나시군 라우스정에서 시베쓰군 시베쓰정까지 이어지는 일본의 국도.
- 기타 도로
  - 335번 지방도 (폐지): 대한민국의 과거 지방도.
  - 현도 제335호선

## 군사
- 도르니에 Do 335(영어판): 제2차 세계 대전에 사용된 독일 국방군의 전투기.
- U-335(영어판): 제2차 세계 대전에 사용된 나치 독일의 군용 잠수함.

## 문화유산
- 대한민국의 국보 제335호: 이십공신회맹축-보사공신녹훈후
- 대한민국의 보물 제335호: 석조비로자나불좌상
- 대한민국의 사적 제335호: 통영 연대도 패총

## 방송
- KT HCN의 YTN 사이언스 채널 번호.

## 기타
- 연도: 335년, 기원전 335년